# Cayo Ernest Thaelmann
El Cayo Ernesto Thaelmann o Cayo Blanco del Sur más conocido como Cayo Largo del Sur y en alemán como Ernst-Thälmann-Insel o Weiße Insel des Südens, es una isla cubana en el mar Caribe, de forma alargada, con 7 km², 500 metros de anchura y 15 kilómetros de largo en el golfo de Cazones. Contiene formaciones de arrecifes altamente desarrolladas con un grado alto de biodiversidad y alberga una serie de especies en peligro de extinción, incluyendo coral negro y diversas especies de peces ornalmentales de los arrecifes. Tiene unas playas extensas, en su mayoría vírgenes, y proporciona áreas de reproducción para los peces. La isla es el principal polo turístico de la zona Sur cubana. No hay asentamientos poblacionales establecido sino la población flotante de  turistas y obreros de la hotelería. La iguana y varias aves tienen su hábitat allí.

## Historia
Con motivo de una visita oficial de Erich Honecker en el mes de junio de 1972, Fidel Castro otorgó la isla Cayo Blanco del Sur a Alemania Oriental. La isla fue renombrada en honor al político comunista alemán Ernst Thälmann, que era el líder del Partido Comunista de Alemania (KPD) durante la mayor parte de la República de Weimar. Como compensación, Cuba recibió el 6% de la cuota del mercado mundial del azúcar refinado, que hasta entonces correspondía a la empresa estatal de la RDA Nordsternzucker VEB Trobi. Incluso después del hundimiento del Bloque oriental, Cuba siguió beneficiándose de esta cuota, permitiendo al país ofrecer azúcar al mercado europeo.
Según un artículo del diario Neues Deutschland del día 20 de junio de 1972, el líder cubano anunció el cambio de nombre de la isla y una de sus playas pasó a llamarse Playa 'República Democrática Alemana' (en inglés: 'German Democratic Republic' Beach, en alemán: Strand 'Deutsche Demokratische Republik'). El noticiario de la televisión estatal de Alemania Oriental, Aktuelle Kamera, informó sobre la ceremonia de transferencia de soberanía de la isla y la inauguración de un busto de Ernst Thälmann el 18 de agosto de 1972, con la presencia del embajador y algunos delegados de la RDA, y un centenar de representantes cubanos.
Después de la reunificación alemana en 1990, Alemania no reclamó el  territorio. Según el gobierno cubano, el «regalo» fue más un ‹gesto simbólico› que una real concesión.
En 1998, la isla fue golpeada con dureza por el huracán Mitch, dejando en muy mal estado el busto de Ernst Thälmann.